# AMC+
AMC+ ist ein US-amerikanischer Video-on-Demand-Streamingdienst im Abonnement, der zu AMC Networks gehört und im Juni 2020 eingeführt wurde. Bei dem Dienst handelt es sich um ein Premium-Paket, das die Live-Feeds und Programmbibliotheken der Fernsehsender und Streaming-Marken des Unternehmens sowie die eigenen exklusiven Inhalte umfasst.

## Geschichte
AMC+ wurde erstmals im Juni 2020 für Xfinity-Kunden eingeführt und umfasste Inhalte, die zuvor exklusiv für Abonnenten des AMC-Kabelsenders über die AMC Premiere-App verfügbar waren. Am 1. Oktober 2020 startete AMC+ auf Amazon Prime Video und Apple TV und wurde für Kunden von Dish Network und Sling TV verfügbar.
Die ehemalige Geschäftsführerin von BBC America, Courtney Thomasma, wurde am 8. April 2021 zum General Manager von AMC+ ernannt.

## Verfügbarkeit
AMC+ war zunächst nur in den Vereinigten Staaten verfügbar. Am 23. November 2020 startete AMC+ auf Roku. Am 6. April 2021 wurde AMC+ auf YouTube TV verfügbar.
Der Dienst startete in Kanada als Kanal auf Prime Video und Apple TV im August 2021, noch vor der Premiere der elften Staffel von The Walking Dead. Einige Inhalte des US-Dienstes sind in Kanada aufgrund unterschiedlicher Programmrechte nicht verfügbar.